# Martinópole
Martinópole é um município brasileiro do estado do Ceará. Sua população estimada em 2006 é de 10.198 habitantes.

## História
Chamava-se Angica e pertencia ao município de Granja. Sua formação tem raízes na construção da Ferrovia Sobral-Camocim e consta como seu fundador o padre Vicente Martins, vigário paroquial da jurisdição. Sua elevação à categoria de vila, provém do decreto nº 56, de 4 de dezembro de 1933 e a Município, segundo Lei nº 3.560, de 26 de março de 1957. Segundo dados do IBGE, em outubro de 1917, a população oficializou a mudança do nome Angica para “Martinópolis”, originando-se da junção "Martins" em homenagem ao Padre Vicente Martins da Costa e "Pólis" que em grego quer dizer “Cidade”, logo, Martinópolis significa "Cidade dos Martins".